# 10832 Hazamashigetomi
10832 Hazamashigetomi è un asteroide della fascia principale. Scoperto nel 1993, presenta un'orbita caratterizzata da un semiasse maggiore pari a 2,3114598 UA e da un'eccentricità di 0,1659029, inclinata di 2,80218° rispetto all'eclittica.